# Bulbophyllum caputgnomonis
Bulbophyllum caputgnomonis là một loài phong lan thuộc chi Bulbophyllum.